# Ljusabborrtjärnen (Anundsjö socken, Ångermanland)
Ljusabborrtjärnen är en sjö i Örnsköldsviks kommun i Ångermanland och ingår i Moälvens huvudavrinningsområde. Sjön har en area på 0,0567 kvadratkilometer och ligger 293 meter över havet. Sjön avvattnas av vattendraget Krokån.

## Delavrinningsområde
Ljusabborrtjärnen ingår i det delavrinningsområde (706085-158682) som SMHI kallar för Inloppet i Krokvattnet. Medelhöjden är 287 meter över havet och ytan är 19,02 kvadratkilometer. Det finns inga avrinningsområden uppströms utan avrinningsområdet är högsta punkten. Krokån som avvattnar avrinningsområdet har biflödesordning 3, vilket innebär att vattnet flödar genom totalt 3 vattendrag innan det når havet efter 90 kilometer. Avrinningsområdet består mestadels av skog (64 procent) och sankmarker (30 procent). Avrinningsområdet har 0,06 kvadratkilometer vattenytor vilket ger det en sjöprocent på 0,3 procent.